# Hickmangambiet
Bij het schaken is het Hickmangambiet een variant in de Engelse opening. Het gambiet is ingedeeld bij de flankspelen en valt onder ECO-code A10, het Engels. De beginzetten zijn:
1.c4 f5
2.e4
De opening is vernoemd naar Herbert W. Hickman, een Amerikaanse correspondentieschaakspeler.